# 宗元饒
宗元饒（518年—581年），南郡江陵人，南梁、南陳官员。
宗元饒少年好學，以孝順尊敬長輩著名。南梁年間出身本州主簿，遷任征南府行參軍，轉為外兵參軍。司徒王僧辯建立幕府，他與沛國劉師知一同擔任主簿。陳武帝受禪建立南陳，除授晉陵縣令，入朝任職尚書功論郎；出使北齊回國後，出任廷尉正，轉遷太僕卿，領任本邑大中正，中書通事舍人。不久改任廷尉卿，加通直散騎常侍，兼官尚書左丞。當時陳宣帝剛即位，致力軍國事務，事無巨細都諮詢宗元饒，在御史台號稱稱職。
他轉任御史中丞，管理五禮。當時合州刺史、鍾陵縣侯陳裒貪污聲名狼藉，遣使在水邊陸地收集漁獲，又從六郡乞求糧食，百姓苦不堪言。他上表彈劾陳裒獲准，後來吳興太守、武陵王陳伯禮與豫章內史、南康嗣王陳方泰都傲慢放縱，宗元饒亦上奏朝廷之，二人都被罷去官職。
宗元饒個性公平，善於主持法律，通曉故事要旨，官吏犯法、施政不方便民眾及禮儀不足也會及時糾正，獲益良多。他改任貞威將軍、南康內史，提供三千多斛米協助人民赋税，慰問老人，拯救窮困，百姓很依賴他。他為賦稅入朝，朝廷下詔加任散騎常侍、荊雍湘巴武五州大中正。尋很快就以本官再次領授尚書左丞，又出任御史中丞。歷任左民尚書、右衛將軍、領任前將軍，遷轉為吏部尚書。太建十三年（581年）他去世，虛齡六十四，朝廷贈封他侍中、金紫光祿大夫，協助喪事。

## 引用
1. 1 2  《陳書·卷二十九·列傳第二十三》：宗元饒，南郡江陵人也。少好學，以孝敬聞。仕梁世，解褐本州主簿，遷征南府行參軍，仍轉外兵參軍。及司徒王僧辯幕府初建，元饒與沛國劉師知同為主簿。高祖受禪，除晉陵令。入為尚書功論郎。使齊還，為廷尉正。遷太僕卿，領本邑大中正，中書通事舍人。尋轉廷尉卿，加通直散騎常侍，兼尚書左丞。時高宗初即位，軍國務廣，事無巨細，一以咨之，臺省號為稱職。
2. 1 2  《南史·卷六十八·列傳第五十八》：宗元饒，南郡江陵人也。少好學，以孝聞。仕梁為征南府外兵參軍。及司徒王僧辯幕府初建，元饒與沛國劉師知同為主簿。陳武帝受禪，稍遷廷尉卿、尚書左丞。宣帝初，軍國務廣，事無巨細，一以咨之，台省號為稱職。
3. ↑  即《陳書·宗室傳》的「持節、通直散騎侍郎、貞威將軍、北徐州刺史褒」
4. ↑  《陳書·卷二十九·列傳第二十三》：遷御史中丞，知五禮事。時合州刺史陳裒贓汙狼藉，遣使就渚歛魚，又於六郡乞米，百姓甚苦之。元饒劾奏……遂可其奏。吳興太守武陵王伯禮，豫章內史南康嗣王方泰，並驕蹇放橫，元饒案奏之，皆見削黜。
5. ↑  《南史·卷六十八·列傳第五十八》：遷御史中丞，知五禮事。時合州刺史陳褒贓汙狼籍，遣使就渚斂魚，又令人於六郡乞米，百姓甚苦之，元饒劾奏免之。吳興太守武陵王伯禮、豫章內史南康嗣王方泰等，驕蹇放橫，元饒案奏，皆見削黜。
6. ↑  《陳書·卷二十九·列傳第二十三》：元饒性公平，善持法，諳曉故事，明練治體，吏有犯法、政不便民及於名教不足者，隨事糾正，多所裨益。遷貞威將軍、南康內史，以秩米三千餘斛助民租課，存問高年，拯救乏絕，百姓甚賴焉。以課最入朝，詔加散騎常侍、荊雍湘巴武五州大中正。尋以本官重領尚書左丞。又為御史中丞。歷左民尚書、右衛將軍、領前將軍，遷吏部尚書。太建十三年卒，時年六十四。詔贈侍中、金紫光祿大夫，官給喪事。
7. ↑  《南史·卷六十八·列傳第五十八》：元饒性公平，善持法，諳曉故事，明練政體，吏有犯法，政不便時，及於名教不足者，隨事糾正，多所裨益。遷南康內史，以秩米三千餘斛助人租課，存問高年，拯救乏絕，百姓甚賴焉。以課最入朝，詔加散騎常侍。後為吏部尚書，卒。

## 延伸阅读
[在维基数据编辑]
 《陳書·卷29》，出自姚思廉《陳書》
 《南史/卷68》，出自李延壽《南史》